# Nine Antico

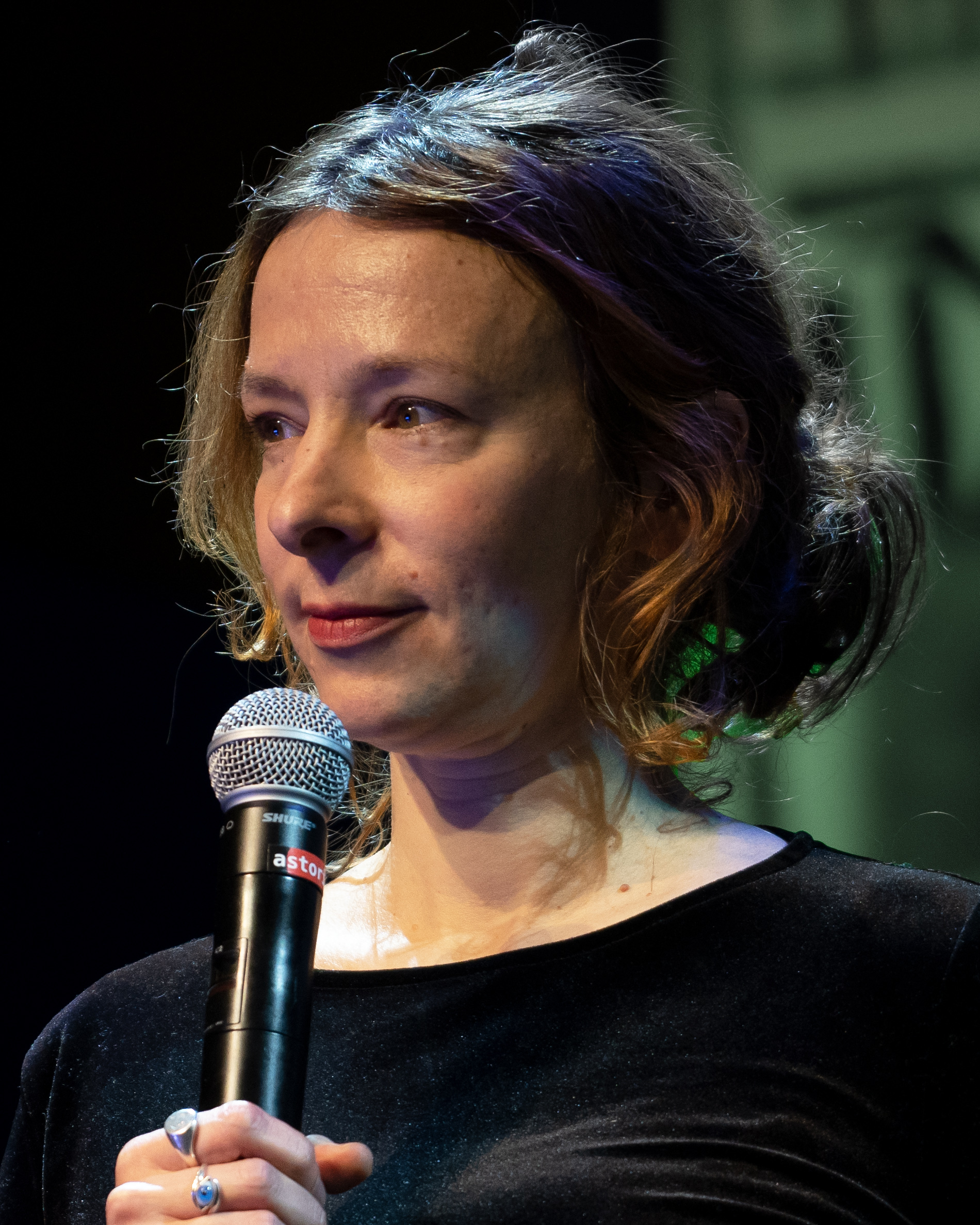
Nine Antico (2023)

Nine Antico (* 1981 in Aubervilliers) ist eine französische Comiczeichnerin und Illustratorin. Die Tochter eines Vorarbeiters und einer Sekretärin lebt in Paris.

## Leben
Als Nine Antico 2004 an keiner Kunstschule angenommen wurde, beschloss sie, ihre Werke in ihrem eigenen Fanzine Rock This Way zu veröffentlichen. Dabei habe sie nie davon geträumt, Comics zu zeichnen: „Ich habe als Kind immer gerne gezeichnet. Aber ich las wenig Comics und nur die Klassiker wie Tim und Struppi oder Lucky Luke. Ich wollte eher Illustratorin für Kinderbücher werden.“ Zeitgenössische Comics lernte sie erst als Assistentin beim Comicverlag Editions Cornélius kennen.
2008 erschien Le Goût du paradis; ihr erstes Werk erregte viel Aufsehen. Es sei eine „prickelnde Biografie“ einer weißen Heranwachsenden im Département Seine-Saint-Denis, das für seine sozialen Probleme bekannt ist. Das Werk sei „zu 99 % autobiographisch“, so Antico, erklärter Fan der Filme von Jacques Rozier und Robert Mulligan sowie der Musik von Lou Reed und The Cure.

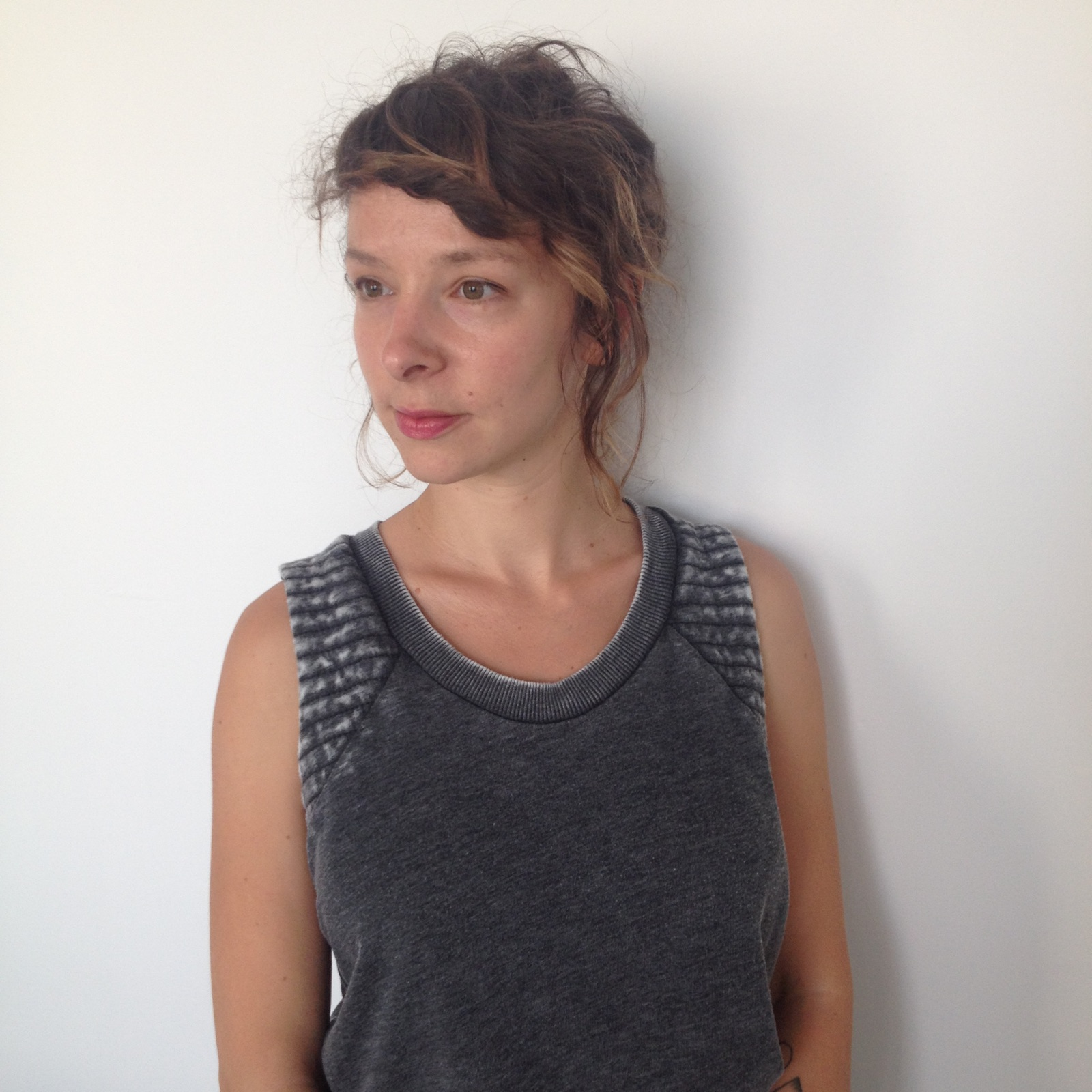
Nine Antico im Juli 2015

2010 erschien in Frankreich, 2011 in der Schweiz Anticos zweites Buch Coney Island Baby. Es thematisiert anhand der Biographien des Pin-up-Girls Bettie Page und der Pornodarstellerin Linda Lovelace moralische und ästhetische Entwicklungen in der Gesellschaft wie die sexuelle Befreiung. „Noch heute werden Frauen danach beurteilt, wie wir unsere Reize ausspielen. Die Mutter und die Hure, dies ist immer noch sehr präsent. Ich führe keinen feministischen Diskurs, aber ich denke, es ist für Frauen immer noch schwierig, Haltung zu bewahren und diese Wahl im Laufe der Zeit auszuhalten.“ Gleichzeitig zeigt der Comic die technologische Entwicklung von der Fotografie der 1950er Jahre zum Pornofilm der 1970er und einen Aspekt des amerikanischen Traums. „Ich wollte den Aufbau einer Karriere zeigen am Thema der Verführung, das für eine Frau immer kompliziert ist, speziell für diejenigen, die dies beruflich tun. Ich fand, die Biografien der beiden Frauen ergänzen sich gut. Linda war eher passiv und ließ sich durchs Leben tragen. Bettie Page war viel reflektierter.“ Die Graphic Novel wurde von den französischen Medien gelobt: „Sie hat das Kunststück eines dichten Werks geschafft“ und biete eine „großartige Hommage an diese rebellischen Frauen, die auf dem Altar des amerikanischen Traums geopfert wurden“; Coney Island Baby sei eine „kraftvolle Reflexion über die Bedingungen des Frauseins gestern und heute“.
Antico publizierte gleichzeitig in den Zeitschriften Discobabel, Minimum Rock‘n’Roll, Nova Magazine, Trax, Rendez-Vous Magazine, Jhon Magazine, NeverEnding, Double und Muteen. Sie hat zudem Illustrationen für die belgische Modeschöpferin Céline Collard gezeichnet (Herbst/Winter 2007).
Im Jahr 2011 verbrachte sie zwei Monate in Los Angeles, um für ihr nächstes Werk über die Rockmusik der 1960er Jahre zu recherchieren.

## Stil
Medien schrieben, sie zeichne „abgerundet und nüchtern, manchmal suggestiv“, ihre in Tusch ausgeführte „Zeichnung ist präzise, unglaublich fein, erinnert, wenn auch luftiger und üppiger, an Zeichnungen für junge Mädchen in den 70er Jahren und den italienischen Zeichner Leone Frollo“. Es sei ein wunderbarer Strich, „der wohlig rückwärtsgewandt aber trotzdem eigenständig und modern ist“.

## Werke (Auswahl)
- Le Goût du paradis, éd. Ego Comme X 2008. ISBN 2-910946-66-5
- Coney Island Baby, éd. L’Association, 2010. ISBN 978-2-84414-393-8 dt.: Coney Island Baby, Edition Moderne, 2011. ISBN 978-3-03731-073-1
- Girls Don’t Cry, éd. Glénat, 2010. ISBN 978-2-7234-7381-1

## Ausstellungen (Auswahl)
- 2005: Agnès b. Borderline
- 2007: Art’s Factory Winter Show
- 2011: Fumetto, Luzern
- 2011: Festival International de la Bande Dessinée d’Angoulême

## Auszeichnungen
- 2009: Entdeckung, Festival International de la Bande Dessinée d’Angoulême (Nominierung)
- 2011: Bestes Album, Festival International de la Bande Dessinée d’Angoulême (Nominierung)
- 2024: Prix Artémisia, Kategorie: Grand Prix für Madones et putains